# Stiftelsen svensk folkmusikfond
Stiftelsen svensk folkmusikfond grundades den 1 juli 1978, med syftet att fördela upphovsrättsmedel till utövare av folkmusik. Genom ekonomiskt bidrag från bland andra STIM, Sveriges Radio och Rikskonserter avsattes årligen en summa pengar att fördelas bland sökande verksamma inom folkmusikfältet.
Bildandet föregicks av en debatt om hur verksamma inom folkmusikfältet skulle kunna ta del av upphovsrättsmedel på samma villkor som musiker och kompositörer inom populär- och konstmusiken. I en folder beskrivs dess ändamål som att ”Fonden har till uppgift att främja utbildning och forskning på den traditionella folkmusikens område samt att även i övrigt stödja den traditionella folkmusiken. I begreppet folkmusik innefattas därvid all folkmusik som utövas i Sverige, dvs även samernas, de finländska minoriteternas och invandrarnas folkmusik”. Fondens arbete leddes av en styrelse, och en rådgivande nämnd granskade ansökningar och föreslog hur bidrag skulle fördelas. Stiftelsen Svensk Folkmusikfond avvecklades år 1994.

## Folkmusikfondens arkiv
Stiftelsen svensk folkmusikfonds efterlämnade handlingar förvaras idag som ett föreningsarkiv hos Svenskt visarkiv i Stockholm. Arkivet består till sin merpart av ansökningshandlingar inkomna till folkmusikfonden mellan åren 1978-1994, och utgör på så sätt en omfattande dokumentation av folkmusikalisk verksamhet under mer än ett decennium. I arkivet finns även redovisningar av olika projekt från mottagare av bidrag, mötesprotokoll, korrespondens med mera.